# Eve (raperka)
Eve Jihan Jeffers (ur. 10 listopada 1978 w Filadelfii) – amerykańska raperka.

## Życiorys
Dołączyła do grupy hip-hopowej Ruff Ryders. Pojawiła się w teledyskach do piosenek DMX-a: „How’s It Goin’ Down” i „Ruff Ryders Anthem”. Później uczestniczyła w nagraniu remiksu „Ruff Ryders' Anthem” umieszczonym na mixtapie DJ-a Clue The Professional (1998). Wzięła udział w nagrywaniu pierwszej składanki Ruff Ryders pt. Ryde or Die Vol. 1, z której wydano dwa single z udziałem Eve: „Ryde or Die” (z The Lox, Drag-Onem i DMX-em) oraz „What Ya Want” (z Nokio). Następnie współpracowała z The Roots, Blackstreet i Janet Jackson.
W 1999 wydała swój debiutancki album studyjny pt. Let There Be Eve...Ruff Ryders’ First Lady, który osiągnął sukces komercyjny i zadebiutował na pierwszym miejscu listy Billboard 200. Po sukcesie debiutu wydała w 2001 album pt. Scorpion, za którego sprzedaż uzyskała certyfikat platynowej płyty. Płytę promowała przebojowymi singlami: „Who’s That Girl” i „Let Me Blow Ya Mind”, który nagrała z gościnnym udziałem Gwen Stefani, a za produkcję odpowiadał Dr. Dre. Drugi z singli zadebiutował na drugim miejscu listy Billboard Hot 100 oraz zdobył nagrodę Grammy w kategorii Best Rap/Sung Collaboration.
Latem 2002 wydała album pt. Eve-Olution, z którym zadebiutowała na szóstym miejscu listy Billboard 200. Pierwszy singiel promujący album, „Gangsta Lovin'” (nagrany z Alicią Keys), stał się kolejnym przebojem w jej dorobku i zadebiutował na trzecim miejscu listy Billboard Hot 100. Kolejny singiel, „Satisfaction”, również odniósł sukces.
W marcu 2005 zaśpiewała gościnnie w utworze Gwen Stefani „Rich Girl”, który dotarł do siódmego miejsca na Billboard Hot 100. Później wystąpiła w remiksie piosenki Amerie „1 Thing”, który dotarł do pierwszego miejsca na Billboard Hot 100. W 2007 wystąpiła gościnnie w utworze Kelly Rowland „Like This” i wzięła udział w telewizyjnej gali stacji VH1 Hip Hop Honors 2007.
Pracowała nad albumem o nazwie Here I Am, na którym miały znaleźć się m.in. single „Tambourine”, „Give It To You” (z Seanem Paulem) i „All Night Long”. Album jednak nigdy się nie ukazał na rynku. Na początku 2013 wypuściła teledysk do piosenki „She Bad Bad”, który zapowiedziała nowy, pierwszy po 11-letniej przerwie album. 14 maja 2013 wydała płytę pt. Lip Lock, który promowała jeszcze dwoma singlami: „Make It Out This Town” i „EVE”. Nagrała także duety: „Mama in the Kitchen” ze Snoop Doggiem i „Keep Me From You” z Dawn Richard.

## Dyskografia

### Albumy
- Let There Be Eve...Ruff Ryders’ First Lady (1999)
- Scorpion (2001)
- Eve-Olution (2002)
- Lip Lock (2013)

### Single
- What Ya Want (feat. Nokio of Dru Hill) – 1999
- Gotta Man – 1999
- Love Is Blind (feat. Faith Evans) – 1999
- Got It All – 2000
- Who’s That Girl – 2001
- Let Me Blow Ya Mind (feat. Gwen Stefani) – 2001
- Gangsta Lovin (feat. Alicia Keys) – 2002
- What (feat. Truth Hurts) – 2002
- Satisfaction – 2002
- Tambourine – 2007
- Give It to You (feat. Sean Paul) – 2007
- She Bad Bad – 2013
- Make It Out This Town (feat. Gabe Saporta) – 2013
- Eve (feat Miss Kitty) – 2013

### Inne Single
- Boyfriend/Girlfriend (Blackstreet feat. Janet Jackson, Ja Rule & Eve) – 1999
- Can U Feel Me (Will Smith feat. Eve) – 1999
- Butterflies (Michael Jackson Feat. Eve) – 2002
- Caramel (City High feat. Eve) – 2002
- Not Today (Mary J. Blige feat. Eve) – 2003
- Rich Girl (Gwen Stefani feat. Eve) – 2004
- 1 Thing (Remix) (Amerie feat. Eve) – 2005
- Like This (Kelly Rowland feat. Eve) – 2007